# El Valle (Grenade)
Pour les articles homonymes, voir El Valle.
El Valle est une commune de la province de Grenade, dans la communauté autonome d'Andalousie, en Espagne. Son village principal et le siège de la mairie est Restábal (es).

## Géographie

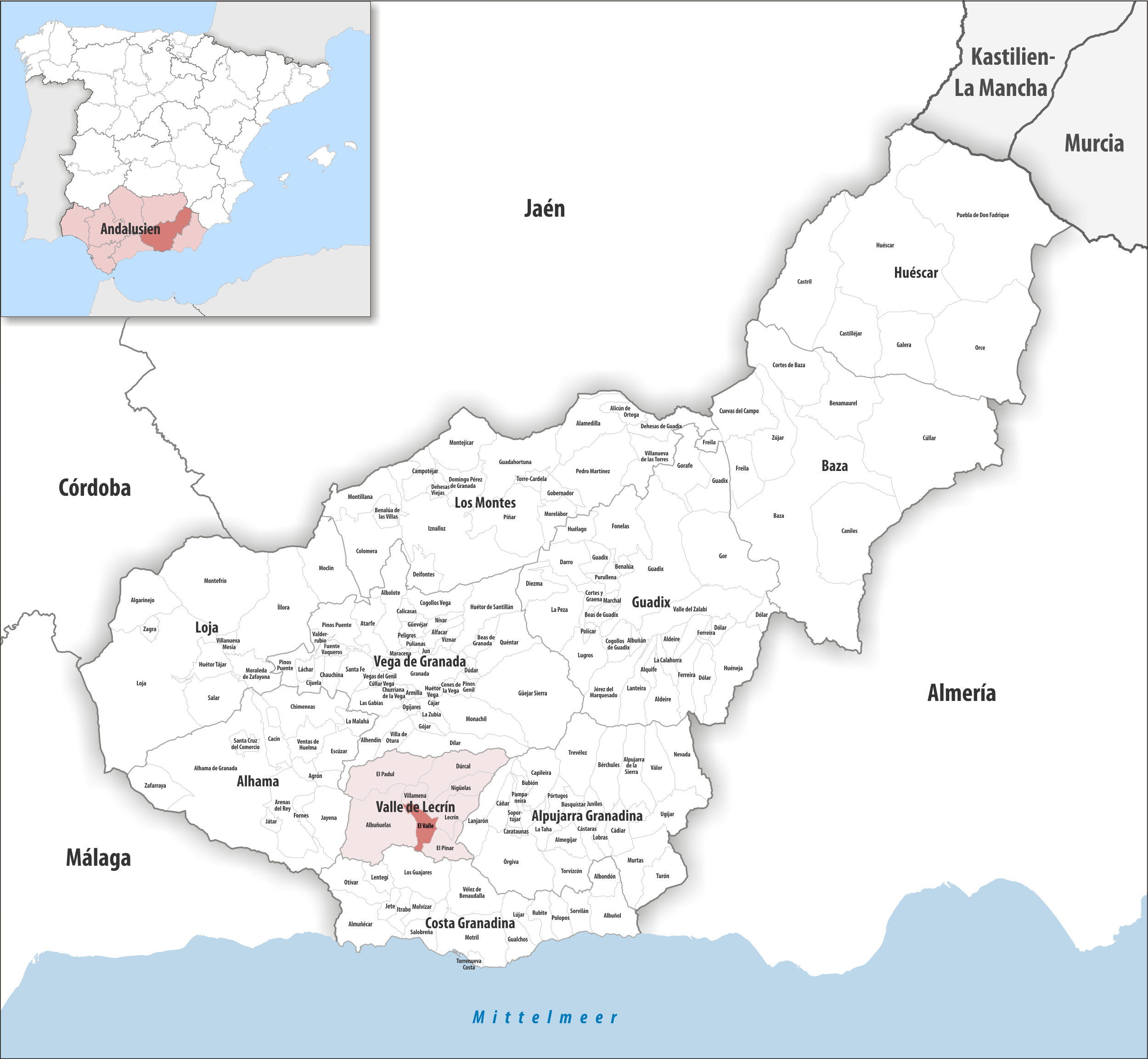
El Valle dans la comarque Vallée de Lecrín, province de Grenade / en Andalousie

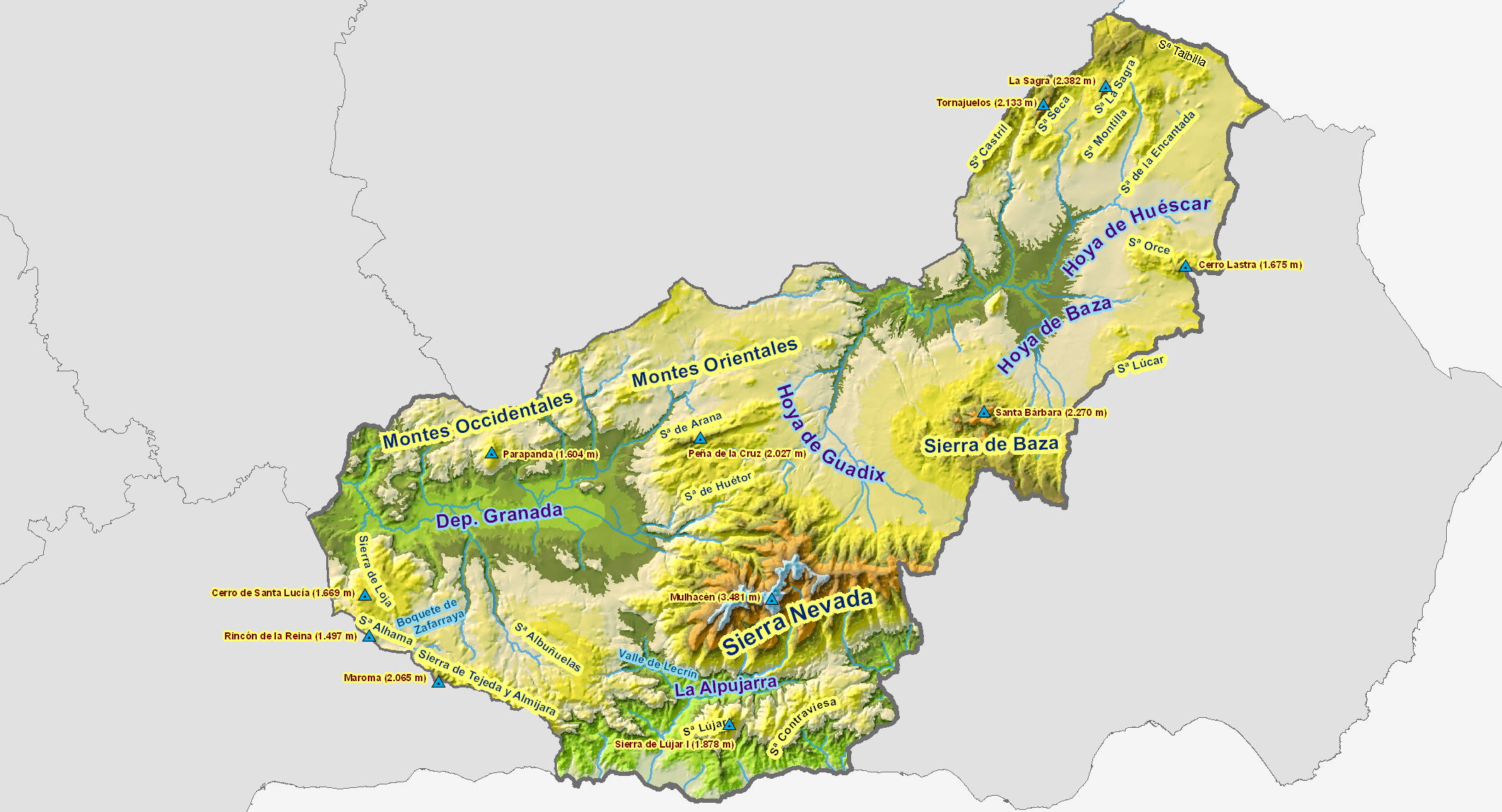
Schéma des montagnes de la province de Grenade

### Localisation
La commune d'El Valle se trouve dans le sud de l'Espagne, dans la partie sud de la province de Grenade et au centre-sud de la comarque Vallée de Lecrín.
Grenade est à 41 km nord ;
Madrid à 456 km nord ;
Gibraltar à 261 km ouest-sud-ouest (distances par route).

### Généralités
La commune inclut trois villages principaux : 
Restábal (es) (le chef-lieu actuel, avec les vestiges de son château (es)), 
Melegís (es) et
Saleres (es).
Elle se trouve dans la vallée de Lecrín, qui n'est pas seulement une comarque mais aussi une région géographique et même une région géologique : c'est une fosse tectonique sur le versant sud-ouest de la sierra Nevada. C'est aussi un passage naturel entre la vallée de Grenade, l'Alpujarra et la côte méditerranéenne.

### Hydrographie
Le Dúrcal, un affluent du fleuve Guadalfeo, vient du nord. Il reçoit son affluent l'Albuñuelas, qui vient de l'ouest, juste au nord de Restábal (es), et prend alors le nom d'Izbor.
A peine plus de 500 m en aval de Restabal, il reçoit en rive gauche le Torrente qui vient lui aussi du nord. C'est aussi l'endroit où – en principe – commence le réservoir de Béznar (es), dont la construction a commencé en 1935 – le barrage est sur Lecrín et sur El Pinar, le réservoir est partagé entre les communes de Lecrín, El Pinar (rive sud) et El Valle (partie amont du réservoir). 

« l'endroit où – en principe – commence le réservoir » : La vue satellite d'avril 2025 montre à quel point le niveau du réservoir a baissé, à la suite de la sécheresse de 2024 et début 2025 ; la partie amont – la moins profonde – est pratiquement asséchée hormis un filet d'eau du cours d'eau qui est supposé l'alimenter.

## Histoire
C'est aussi un passage naturel entre la vallée de Grenade au nord, l'Alpujarra à l'est et Motril sur la côte méditerranéenne,.

Restábal (es), Melegís (es) et Saleres (es) ont été des communes indépendantes jusqu'en 1972. Elles ont alors fusionné pour créer la commune d'El Valle.

## Administration
| Période                                  | Période | Identité | Étiquette | Qualité |
| ---------------------------------------- | ------- | -------- | --------- | ------- |
| N/A                                      | N/A     | N/A      | N/A       | Maire   |
| Les données manquantes sont à compléter. |         |          |           |         |

## Lieux et monuments
- Église de Saint-Jean l'Évangéliste (es)
- Tour de guet de Saleres (es) (atalaya de Saleres) ou tour de Marchal (torre de Marchal), parfois appelée tour d'Albuñuelas (torre de Albuñuelas), de l'époque nazarí, près de la route reliant Cozvíjar et Albuñuelas.
- Château de Restábal (es)

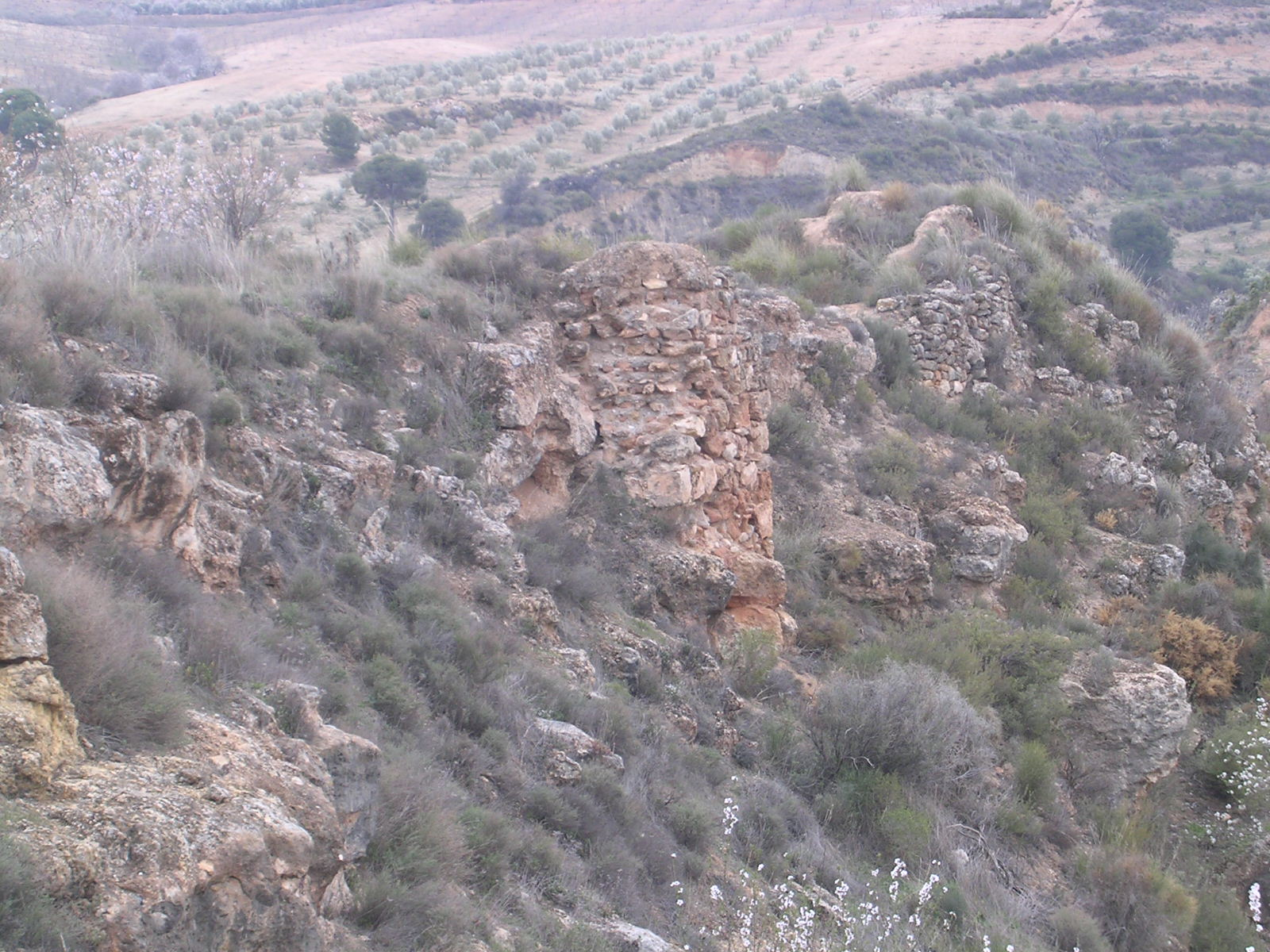
Château de Restábal (es), vestiges des murailles nord-ouest
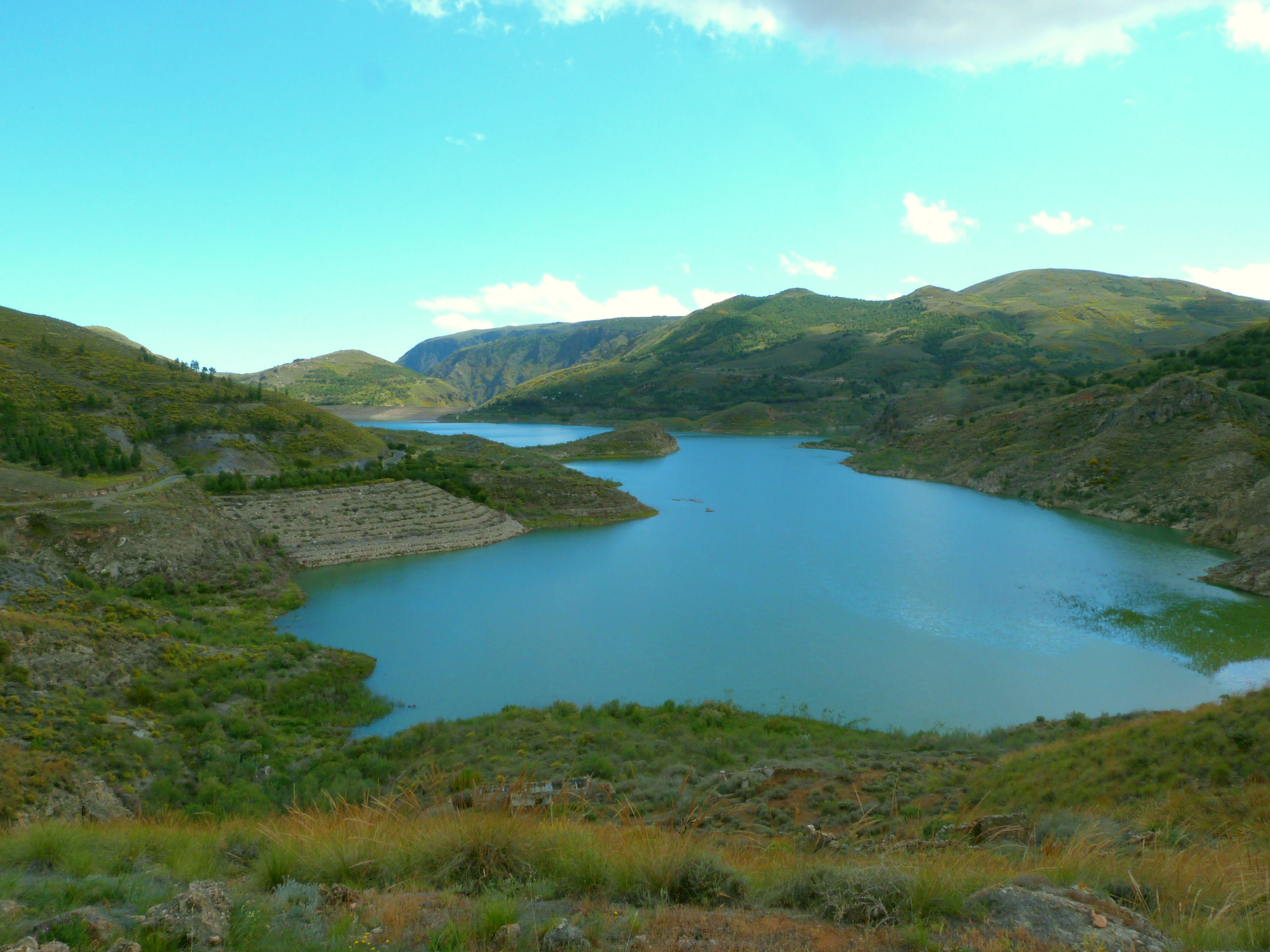
Extrémité N-O du réservoir de Béznar (es), vue vers le sud-est (2013)